# Cochranella
Cochranella é um género de anfíbios da família Centrolenidae. Está distribuído pela América do Sul desde a Nicarágua, Brasil, Guiana Francesa, Suriname, Equador, Peru e Bolívia.

## Espécies
As seguintes espécies são reconhecidas:
- Cochranella erminea Torres-Gastello, Suárez-Segovia & Cisneros-Heredia, 2007
- Cochranella euknemos (Savage & Starrett, 1967)
- Cochranella granulosa (Taylor, 1949)
- Cochranella guayasamini Twomey, Delia & Castroviejo-Fisher, 2014
- Cochranella litoralis (Ruiz-Carranza & Lynch, 1996)
- Cochranella mache Guayasamin & Bonaccorso, 2004
- Cochranella nola Harvey, 1996
- Cochranella phryxa Aguayo-Vedia & Harvey, 2006
- Cochranella resplendens (Lynch & Duellman, 1973)